# Working Title Films
Working Title Films è una casa di produzione cinematografica e televisiva britannica fondata nel 1983 da Tim Bevan e Sarah Radclyffe.
Tra le sue produzioni più conosciute vi sono le commedie sentimentali scritte da Richard Curtis, quali Quattro matrimoni e un funerale (1994), Notting Hill (1999) e Love Actually - L'amore davvero (2003).
È partner abituale di co-produzioni internazionali con la statunitense Universal Pictures e la francese StudioCanal.

## Filmografia parziale

### Cinema
- My Beautiful Laundrette (My Beautiful Laundrette), regia di Stephen Frears (1985)
- Sammy e Rosie vanno a letto (Sammy & Rosie Get Laid), regia di Stephen Frears (1987)
- Barton Fink - È successo a Hollywood  (Barton Fink), regia di Joel Coen (1991)
- Londra mi fa morire (London Kills Me), regia di Hanif Kureishi (1991)
- Bob Roberts (Bob Roberts), regia di Tim Robbins (1992)
- Quattro matrimoni e un funerale (Four Weddings and a Funeral), regia di Mike Newell (1994)
- Mister Hula Hoop (The Hudsucker Proxy), regia di Joel Coen (1994)
- Dead Man Walking - Condannato a morte (Dead Man Walking), regia di Tim Robbins (1995)
- Mr. Bean - L'ultima catastrofe (Bean), regia di Mel Smith (1997)
- Elizabeth (Elizabeth), regia di Shekhar Kapur (1998)
- Plunkett & Macleane (Plunkett & Macleane), regia di Jake Scott (1999)
- Notting Hill (Notting Hill), regia di Roger Michell (1999)
- Alta fedeltà (High Fidelity), regia di Stephen Frears (2000)
- Il diario di Bridget Jones (Bridget Jones's Diary), regia di Sharon Maguire (2001)
- About a Boy - Un ragazzo (About a Boy), regia di Chris Weitz e Paul Weitz (2002)
- Love Actually - L'amore davvero (Love Actually), regia di Richard Curtis (2003)
- L'alba dei morti dementi (Shaun of the Dead), regia di Edgar Wright (2004)
- Che pasticcio, Bridget Jones! (Bridget Jones: The Edge of Reason), regia di Beeban Kidron (2004)
- Orgoglio e pregiudizio (Pride & Prejudice), regia di Joe Wright (2005)
- The Interpreter (The Interpreter), regia di Sydney Pollack (2005)
- United 93 (United 93), regia di Paul Greengrass (2006)
- Hot Fuzz (Hot Fuzz), regia di Edgar Wright (2007)
- Espiazione (Atonement), regia di Joe Wright (2007)
- Elizabeth: The Golden Age (Elizabeth: The Golden Age), regia di Shekhar Kapur (2007)
- Frost/Nixon - Il duello (Frost/Nixon) Ron Howard (2008)
- State of Play (State of Play), regia di Kevin Macdonald (2009)
- I Love Radio Rock (The Boat That Rocked), regia di Richard Curtis (2009)
- Green Zone (Green Zone), regia di Paul Greengrass (2010)
- Johnny English - La rinascita (Johnny English Reborn), regia di Oliver Parker (2011)
- Rush, regia di Ron Howard (2013)
- Questione di tempo (About Time), regia di Richard Curtis (2013)
- Closed Circuit, regia di John Crowley (2013)
- I due volti di gennaio (The Two Faces of January), regia di Hossein Amini (2014)
- La teoria del tutto (The Theory of Everything), regia di James Marsh (2014)
- Trash, regia di Stephen Daldry (2014)
- Legend, regia di Brian Helgeland (2015)
- Everest, regia di Baltasar Kormákur (2015)
- Bridget Jones's Baby, regia di Sharon Maguire (2016)
- Baby Driver - Il genio della fuga (Baby Driver), regia di Edgar Wright (2017)
- L'ora più buia (Darkest Hour), regia di Joe Wright (2017)
- 7 giorni a Entebbe (Entebbe), regia di José Padilha (2018)
- Johnny English colpisce ancora (Johnny English Strikes Again), regia di David Kerr (2018)
- King of Thieves, regia di James Marsh (2018)
- Maria regina di Scozia (Mary Queen of Scots), regia di Josie Rourke (2018)
- Il ragazzo che diventerà re (The Kid Who Would Be King), regia di Joe Cornish (2019)
- Yesterday, regia di Danny Boyle (2019)
- Emma., regia di Autumn de Wilde (2020)
- L'assistente della star (The High Note), regia di Nisha Ganatra (2020)
- Rebecca, regia di Ben Wheatley (2020)
- Ultima notte a Soho (Last Night in Soho), regia di Edgar Wright (2021)
- Drive-Away Dolls, regia di Ethan Coen (2023)
- The Substance, regia di Coralie Fargeat (2024)

### Televisione
- Il piccolo popolo dei Graffignoli (The Borrowers) – serie TV, 16 episodi (1992)
- Tales of the City, regia di Alastair Reid – miniserie TV (1993)
- The Baldy Man – serie TV, 13 episodi (1995-1998)
- Randall & Hopkirk – serie TV, 13 episodi (2000-2001)
- I Tudors (The Tudors) – serie TV, 38 episodi (2007-2011)
- Love Bites – serie TV, 8 episodi (2011)
- Yonderland – serie TV, 25 episodi (2013-2016)
- About a Boy – serie TV, 33 episodi (2014-2015)
- You, Me and the Apocalypse – serie TV, 10 episodi (2015)
- London Spy, regia di Jakob Verbruggen – miniserie TV (2015)
- Gypsy – serie TV, 10 episodi (2017)
- Hanna – serie TV, 22 episodi (2019-2021)
- The Case Against Adnan Syed, regia di Amy J. Berg – docuserie (2019)
- Tales of the City – miniserie TV (2019)
- I Luminari - Il destino nelle stelle (The Luminaries), regia di Claire McCarthy – miniserie TV (2020)
- We Are Lady Parts – serie TV, 12 episodi (2021-2024)
- Everything I Know About Love, regia di China Moo-Young e Julia Ford – miniserie TV (2022)
- Too Much – serie TV, 10 episodi (2025)